# The Sea
The Sea (с англ. — «Море») — пятый студийный альбом британской певицы Мелани Си, вышедший в 2011 году. Диск стал первой, за четыре года, работой певицы, за это время произошло воссоединение Spice Girls и рождение её первого ребенка.

## Об альбоме
The Sea был записан в Лондоне. Мелани рассказала о своем вдохновении и о целях для этой записи:

«Я очень взволнована этой пластинкой, потому что она весьма разнообразна по стилям. Я работала с большим количеством новых композиторов, людей, с которыми я не работала раньше. Там очень много поп-элементов, также есть прекрасные баллады, несколько песен в стиле рока, некоторые более танцевальные вещи, другие акустические вещи. Так что я действительно думаю, что это будет разнообразный и сильный альбом. Когда я начала работать над этим альбомом, я действительно не знала, чего я хотела достичь, поэтому я хотела быть амбициозной и поэкспериментировать, поработать с новыми людьми, и попробовать себя в разных музыкальных стилях. Я хотела выразить себя через звук. Все, что я сделала, вышло весьма разнообразным… Забавно, что мой первый студийный альбом Northern Star, вероятно, наиболее близок к этой пластинке: в том тоже было множество различных стилей, хотя [новый альбом] — принципиально поп-пластинка.»

### Концепция
Что касается концепции The Sea, Мелани сказала в видеоинтервью на YouTube, что альбом соединяет разные жанры и стили музыки в единый поп-альбом с электронным подтекстом, поэтому она решила его назвать The Sea, так как море охватывает многих видов, населяющие воды океана. Мелани Си также описала альбом как гармоническое чувство эйфории. Фотография для обложки, на которой изображена Мелани, выходящая из моря, была сделана в Уитби, Северный Йоркшир.

### Композиция
Мелани заявила, что она работала с большим количеством новых композиторов для этого альбома, хотя раньше она, как правило, работала с теми же авторами для её предыдущих альбомов, в частности, Адам Аргайл, который является соавтором некоторых песен для этой пластинки. Альбом был написан в соавторстве с такими композиторами, как Джеймс Уолш, продюсеры Ричард Стэннард и Энди Чаттерлей (оба работали с такими артистами, как Кайли Миноуг). Мелани также работала со шведской командой композиторов. В альбоме присутствуют акустические моменты, а также некоторые песни рок-н-ролльного и танцевального жанров.

## Отзывы критики
| Оценки критиков     | Оценки критиков |
| Источник            | Оценка          |
| ------------------- | --------------- |
| AllMusic            | [ 3 ]           |
| Entertainment Focus | [ 4 ]           |
| Express             | (favorable)     |
| OK! Magazine        | [ 6 ]           |
| Liverpool Echo      | (favorable)     |
| musicOMH            | [ 8 ]           |
| Sunday Mercury      | (favorable)     |

Альбом получил положительные отзывы в музыкальной прессе. Джон О’Брайен написал положительную рецензию для Allmusic. Джон О’Брайен считает, что The Sea делает огромный шаг вперёд по сравнению с предыдущими работами, и если бы он был выпущен в качестве следующего альбома после Northern Star, а не 12 лет спустя, он смог бы продолжить успех своего предшественника. О’Брайен, который оценил альбом в три с половиной звезды из пяти, похвалил песни «Think about It» и «Stupid Game». Пип Элвуд из Entertainment Focus также написал положительный отзыв с рейтингом четыре из пяти звёзд. Он писал, что The Sea — сильная пластинка Мелани, та, что может вернуть былую славу певице. Бен Вайс из musicOMH был более негативен, дав две из пяти звёзд в своём отзыве. Он писал: «Мел Си взялась за слишком много форм, разбрасываясь которыми, она не достигла эффекта ни в одной из них. Можно выделить одну или две песни, которые стоят того, чтобы их стиль развивать в последующем творчестве, но такие песни редки в альбоме, который не будет вызывать ни у кого интереса». OK! Magazine назвал The Sea самым амбициозным альбомом.

## Список композиций

### Британское издание/Мировое издание
| №                   | Название            | Автор(ы)                                                               | Продюсеры                                   | Длительность |
| ------------------- | ------------------- | ---------------------------------------------------------------------- | ------------------------------------------- | ------------ |
| 1.                  | «The Sea»           | Ash Howes, Melanie Chisholm, Richard "Biff" Stannard, Seton Daunt      | Andy Chatterley                             | 4:51         |
| 2.                  | «Weak»              | Ina Wroldsen, Jez Ashurt, Melanie Chisholm                             | Chatterley                                  | 3:24         |
| 3.                  | «Think About It»    | Adam Argyle, Daniel Davidsen, Jason Gill, Melanie Chisholm,Mich Hansen | Andy Cutfather,Daniel Davidsen,Jason Gill   | 3:47         |
| 4.                  | «Beautiful Mind»    | Dee Adam, James Earp,Melanie Chisholm                                  | Andy Chatterley                             | 3:41         |
| 5.                  | «One by One»        | James Walsh,Melanie Chisholm                                           | Greg Hatwell                                | 4:06         |
| 6.                  | «Stupid Game»       | Adam Argyle, Martin Brammer,Melanie Chisholm                           | Andy Chatterley                             | 3:20         |
| 7.                  | «All About You»     | Chuck Harmony,Guy Chambers,Lauren Christie                             | Peter-John Vettese                          | 4:01         |
| 8.                  | «Burn»              | Adam Argyle,Daniel Davidsen,Jason Gill,Melanie Chisholm, Hansen        | Hansen Cutfather,Daniel Davidsen,Jason Gill | 4:00         |
| 9.                  | «Drown»             | Adam Argyle, Jodi Marr,Melanie Chisholm                                | Andy Chatterley                             | 3:59         |
| 10.                 | «Get Out of Here»   | Melanie Chisholm, Peter-John Vettese                                   | Peter-John Vettese                          | 4:10         |
| 11.                 | «Enemy»             | Greg Hatwell,Melanie Chisholm                                          |                                             | 8:12         |
| Общая длительность: | Общая длительность: | Общая длительность:                                                    | Общая длительность:                         | 47:34        |

| №   | Название                                 | Автор(ы)                    | Продюсеры                   | Длительность |
| --- | ---------------------------------------- | --------------------------- | --------------------------- | ------------ |
| 12. | «Let There Be Love» (iTunes bonus track) | Peter Plate, Ulf Leo Sommer | Daniel Faust, Plate, Sommer | 3:32         |

### Немецкое издание
| №   | Название            | Длительность |
| --- | ------------------- | ------------ |
| 1.  | «Think About It»    | 3:47         |
| 2.  | «Burn»              | 4:00         |
| 3.  | «Get Out of Here»   | 4:10         |
| 4.  | «Weak»              | 3:24         |
| 5.  | «Stupid Game»       | 3:20         |
| 6.  | «Let There Be Love» | 3:32         |
| 7.  | «Drown»             | 3:59         |
| 8.  | «All About You»     | 4:01         |
| 9.  | «The Sea»           | 4:51         |
| 10. | «Beautiful Mind»    | 3:41         |
| 11. | «One By One»        | 4:06         |
| 12. | «Rock Me»           | 3:13         |

| №   | Название | Длительность |
| --- | -------- | ------------ |
| 13. | «Enemy»  | 8:12         |

| №   | Название                                                  | Длительность |
| --- | --------------------------------------------------------- | ------------ |
| 13. | «Think About It (Acoustic Version - Live at Hitradio Ö3)» | 3:23         |

## Синглы
- 24 июня 2011 года Мелани выпускает промосингл «Rock Me». Сингл доступен для скачивания во всём мире, а в Германии, Швейцарии и Австрии был выпущен на физических носителях. Премьера видео на сингл "Rock Me" состоялась 7 июня 2011 на YouTube.
- Клип на сингл «Think About It» был представлен широкой публике 15 июля на сайте певицы. Позже сингл был отправлен на радиостанции Великобритании.
- "Weak" станет вторым синглом из альбома в Великобритании. Релиз запланирован на 6 ноября.
- В Германии, Австрии и Швейцарии в качестве сингла будет выпущена песня "Let There Be Love".

| * | Бисайд             | Сингл                                                |
| - | ------------------ | ---------------------------------------------------- |
| * | «Stop This Train»  | Rock Me — German CD & digital download               |
| * | «Cruel Intentions» | Think About It — UK CD, German CD & digital download |
| * | «Stronger»         | Weak — UK CD & digital download                      |
| * | «Stronger»         | Let There Be Love — German CD & digital download     |

## Позиции в хит-парадах
| Chart (2011)                                 | Peak position |
| -------------------------------------------- | ------------- |
| Австрия (Ö3 Austria)                         | 38            |
| Германия (Offizielle Top 100)                | 16            |
| Шотландия (Scottish Albums Chart)            | 69            |
| Швейцария (Schweizer Hitparade)              | 13            |
| Великобритания (UK Albums Chart)             | 45            |
| Великобритания (UK Digital Albums Chart)     | 29            |
| Великобритания (UK Independent Albums Chart) | 6             |

## Даты выхода альбома
| Страна         | Дата            | Лейбл                  |
| -------------- | --------------- | ---------------------- |
| Австрия        | 2 сентября 2011 | Warner Music/313 Music |
| Хорватия       | 2 сентября 2011 | Warner Music/313 Music |
| Чехия          | 2 сентября 2011 | Warner Music/313 Music |
| Германия       | 2 сентября 2011 | Warner Music/313 Music |
| Сербия         | 2 сентября 2011 | Warner Music/313 Music |
| Словакия       | 2 сентября 2011 | Warner Music/313 Music |
| Словения       | 2 сентября 2011 | Warner Music/313 Music |
| Швейцария      | 2 сентября 2011 | Warner Music/313 Music |
| Дания          | 5 сентября 2011 | Warner Music           |
| Финляндия      | 5 сентября 2011 | Warner Music           |
| Норвегия       | 5 сентября 2011 | Warner Music           |
| Швеция         | 5 сентября 2011 | Warner Music           |
| Великобритания | 5 сентября 2011 | Red Girl Records       |
| США            | 5 сентября 2011 | Red Girl Records       |
| Польша         | 31 октября 2011 | Warner Music           |